# Easthorpe (Essex)
Easthorpe – wieś w Anglii, w hrabstwie Essex, w dystrykcie Colchester. Leży 24 km na północny wschód od miasta Chelmsford i 73 km na północny wschód od Londynu. W 1931 roku civil parish liczyła 113 mieszkańców. Easthorpe jest wspomniana w Domesday Book (1086) jako Estorp.